# Bodanrück und westl. Bodensee
Bodanrück und westl. Bodensee este o arie protejată (arie specială de conservare — SAC, sit de importanță comunitară — SCI) din Germania întinsă pe o suprafață de 14.327,68 ha, integral pe uscat.

## Localizare
Centrul sitului Bodanrück und westl. Bodensee este situat la coordonatele 47°43′54″N 9°05′47″E / 47.7317°N 9.0964°E.

## Înființare
Situl Bodanrück und westl. Bodensee a fost declarat sit de importanță comunitară în ianuarie 2005 pentru a proteja 6 specii de plante și 19 specii de animale. Situl a fost protejat și ca arie specială de conservare în ianuarie 2019.

## Biodiversitate
Situată în ecoregiunea continentală, aria protejată conține 22 de habitate naturale: Ape stătătoare oligotrofe până la mezotrofe, cu vegetație de Littorelletea uniflorae și/sau de Isoëto-Nanojuncetea, Ape puternic oligomezotrofe cu vegetație bentonică cu Chara spp., Lacuri eutrofice naturale cu vegetație de tip Magnopotamion sau Hydrocharition, Cursuri de apă de la nivel de câmpie la nivel montan, cu vegetație Ranunculion fluitantis și Callitricho-Batrachion, Pajiști uscate seminaturale și facies de acoperire cu tufișuri pe substraturi calcaroase (Festuco-Brometalia) (* situri importante pentru orhidee), Pajiști uscate seminaturale și facies de acoperire cu tufișuri pe substraturi calcaroase (Festuco-Brometalia) (* situri importante pentru orhidee), Pajiști cu Molinia pe soluri calcaroase, turboase sau argilos-nămoloase (Molinion caeruleae), Liziere de ierburi înalte hidrofile de câmpie și de nivel montan până la alpin, Fânețe de joasă altitudine (Alopecurus pratensis, Sanguisorba officinalis), Mlaștini oligotrofe degradate, capabile încă de regenerare naturală, Mlaștini turboase de tranziție și turbării mișcătoare, Mlaștini calcaroase cu Cladium mariscus și specii de Caricion davallianae, Izvoare petrifiante cu formare de travertin (Cratoneurion), Mlaștini alcaline, Pante stâncoase calcaroase cu vegetație casmofită, Peșteri inaccesibile publicului, Păduri de fag Asperulo-Fagetum, Păduri de fag din Europa Centrală dezvoltate pe sol calcaros cu Cephalanthero-Fagion, Păduri pe pante, grohotișuri și ravene de Tilio-Acerion, Mlaștini împădurite, Păduri aluvionare cu Alnus glutinosa și Fraxinus excelsior (Alno-Padion, Alnion incanae, Salicion albae), Păduri de pin din stepa sarmatică.
La baza desemnării sitului se află mai multe specii protejate:
- plante (6): Buxbaumia viridis, mușchi (Dicranum viride), Gladiolus palustris, Hamatocaulis vernicosus, moșișoare (Liparis loeselii), Myosotis rehsteineri
- amfibieni (2): izvoraș-cu-burta-galbenă (Bombina variegata), triton cu creastă (Triturus cristatus)
- mamifere (3): castor (Castor fiber), liliac cu urechi mari (Myotis bechsteinii), liliac comun (Myotis myotis)
- nevertebrate (14): Anisus vorticulus, Austropotamobius torrentium, Coenagrion mercuriale, fluturele auriu (Euphydryas aurinia), Euplagia quadripunctaria, Graphoderus bilineatus, libelule (Leucorrhinia pectoralis), rădașcă (Lucanus cervus), phengaris nausithous (Maculinea nausithous), Maculinea teleius, Osmoderma eremita Complex, Unio crassus, Vertigo angustior, Vertigo moulinsiana